# Adelopoma
Adelopoma is een geslacht van weekdieren uit de klasse van de Gastropoda (slakken).

## Soorten
- Adelopoma brasiliense Morretes, 1954
- Adelopoma bakeri Bartsch & Morrison, 1942
- Adelopoma costaricense Bartsch & Morrison, 1942
- Adelopoma occidentale (Guppy, 1872)
- Adelopoma paraguaiana Parodiz, 1944
- Adelopoma paulistanum Martins & Simone, 2014[2]
- Adelopoma peruvianum Hausdorf & Muñoz, 2004
- Adelopoma stolli (E. von Martens, 1890)
- Adelopoma tucma Doering, 1884

### Synoniemen
- Adelopoma martensi Andreae, 1902 † => Occidentina martensi (Andreae, 1902) †